# Тузкол
Тузко́л (каз. Тұзкөл) — село у складі Райимбецького району Алматинської області Казахстану. Входить до складу Карасазького сільського округу.
У радянські часи село називалось Тузколь.
Населення — 387 осіб (2021; 553 у 2009, 544 у 1999, 485 осіб у 1989).